# 杨梅山镇
杨梅山镇，是中华人民共和国湖南省郴州市宜章县下辖的一个乡镇级行政单位。

## 行政区划
杨梅山镇下辖以下地区：
高枧社区、杨梅山村、香花村、富里坪村、枧坪村、炉背岭村、鸭婆蛋村和高枧村。

## 经济概况
杨梅山镇内有杨梅山煤矿，现属于资兴矿务局管理。杨梅山镇内亦有杨梅山地下阴河发电站，装机容量2500千瓦，年发电量600万千瓦时。

## 交通
湖南S324省道、S207省道及香平公路贯穿境内。杨梅山镇已实现村级通水泥公路。杨梅山镇内有杨梅山煤矿，1943年国民政府修筑白杨铁路连接该煤矿与同县白石渡镇的白石渡站，该铁路运营至今。